# Subglazialer See

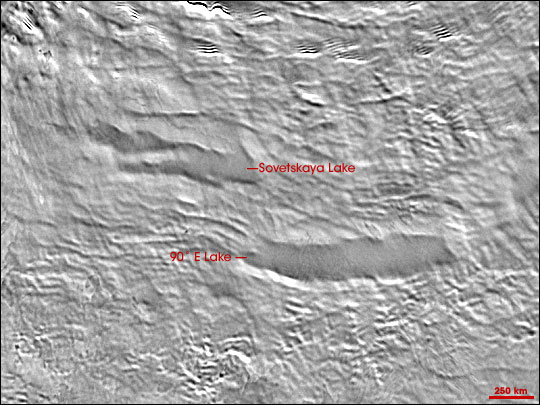
Satellitenbild zweier subglazialer Seen (90° East Lake und Sovetskaya Lake) in der Antarktis (2004)

Ein subglazialer See ist ein See unter einem Gletscher. Im Unterschied zu einem einfach nur zugefrorenen See befindet sich ein subglazialer See unter einer üblicherweise mehrere hundert oder tausend Meter dicken, permanenten Eisschicht. Er kann als Ökosystem einfache Lebensformen wie Bakterien enthalten.
Eine große Anzahl subglazialer Seen gibt es in Antarktika. Der bei weitem größte bekannte subglaziale See der Erde ist der Wostoksee. Er besitzt mehr als das 112-fache Volumen des Bodensees und ist in der Fläche fast 30-mal so groß wie dieser.

## Charakteristika
Für die Existenz von subglazialen Seen sind zwei Phänomene verantwortlich. Zum einen sinkt der Schmelzpunkt von Wassereis unter Druck. Unter einer viele hundert oder tausend Meter dicken Eisschicht nimmt der Druck mit zunehmender Tiefe derart zu, dass der Schmelzpunkt des Eises – man spricht hier auch vom Druckschmelzpunkt – auf mehrere Grad Celsius unter 0 °C sinkt. Gleichzeitig nimmt die Temperatur in der Tiefe durch Geothermie zu. Wenn ab einer bestimmten Tiefe die Temperatur höher als der Schmelzpunkt ist, verflüssigt sich das Eis zu Wasser.

## Beispiele
Unter dem Antarktischen Eisschild wurden mittels eisdurchdringendem Radar und Satellitenaufnahmen bisher mehr als 370 subglaziale Seen gefunden. Der größte und bekannteste davon, der Wostoksee, ist etwa 250 km lang, 50 km breit, hat eine Wassertiefe von bis zu 1200 m und liegt in völliger Dunkelheit in einer Tiefe von 3700 bis 4100 Metern unter dem Eis. Er hat eine Temperatur von etwa −3 °C und steht unter einem Druck von ca. 35 MPa (rund 350 bar). Es wird vermutet, dass die subglazialen Seen Antarktikas durch ein Netzwerk subglazialer Flüsse untereinander verbunden sind und ein Druckausgleich und Wassertransport zwischen ihnen stattfindet.
2013 wurde mit dem Lake Whillans ein See unter dem antarktischen Eisschild erstmals erfolgreich erbohrt: Im Lake Whillans fand man Mikroorganismen. Mittlerweile (April 2020) wurde auch der antarktische subglaziale Mercer Lake beprobt, dabei fand man unter der ca. 1 km dicken Eisschicht ein überraschend komplexes Ökosystem – ähnlich wie bei Grundwasser. Vor zuletzt wohl mindestens zwei Mio. Jahren war der Meeresspiegel hier so hoch, dass das Wasser bis in diese Region reichte.
Auch auf Grönland gibt es subglaziale Seen, oft durch Gletschermühlen mit Schmelzwasser versorgt. Man befürchtet, dass auf diese Weise infolge des Klimawandels der Grönländische Eisschild instabil werden könnte, was zum Verlust zusätzlicher Eismassen führen könnte. Wegen des dann insgesamt geringeren grönländischen  Albedos (Anteil des wieder ins Weltall reflektierten Sonnenlichts) könnte die Erwärmung dadurch weiter verstärkt werden.
In Island gibt es viele subglaziale, also von Gletschern bedeckte Vulkane. Durch Geothermie besitzen einige davon, beispielsweise der Grímsvötn, subglaziale Seen. Diese Seen sind jedoch durch die höhere Erdwärme und durch vulkanische Aktivitäten oftmals in keinem stabilen Gleichgewicht, sondern schmelzen regelmäßig oder unregelmäßig den Gletscher auf und ergießen sich dann in Form von Flutwellen, die als Gletscherlauf bezeichnet werden.
Der Bereich der Ostsee (heute eine Wasserfläche von 412.500 km² bildend) bildete während des Kältemaximums der letzten Kaltzeit einen riesigen subglazialen See im Norden Europas, dessen Auslaufen mit Beginn des Holozäns die Öresund-Meerenge maßgeblich formte.

## Hydrogeologische Konsequenzen

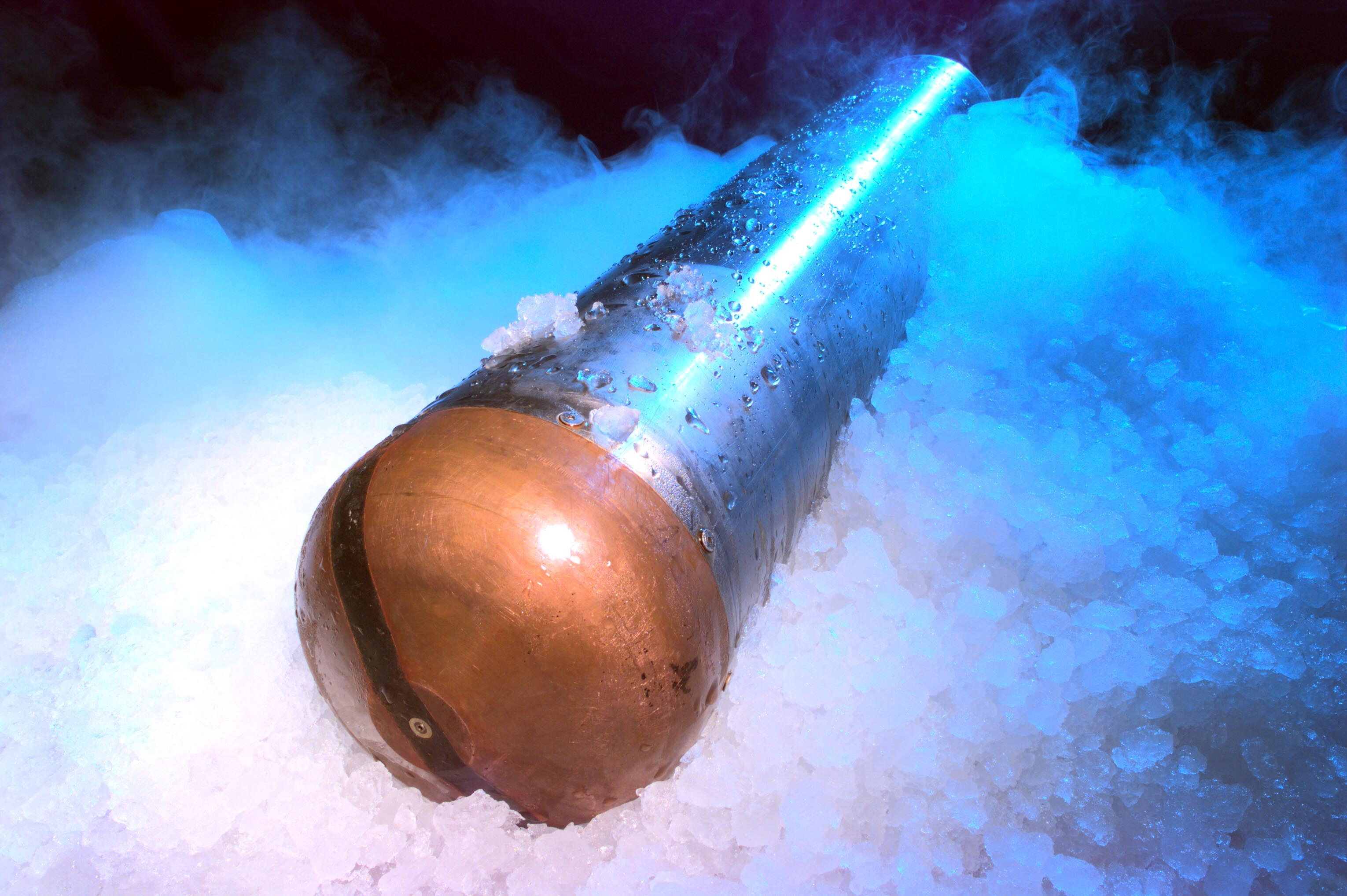
Prototyp eines Kryobots

Während der Kältephasen des Pleistozäns waren große Wassermassen nicht nur in Gletschern und Eisstauseen gebunden, sondern auch in subglazialen Seen. Ihr Volumen während des letzteiszeitlichen Kältemaximums wird auf über 1000 km³ geschätzt. Ihre Entwässerung infolge der Erderwärmung zu Beginn des Holozäns war hydrogeologisch folgenreich. Vermutlich waren Megafluten auch verantwortlich für Veränderungen globaler Ozeanströmungen und übten damit weitreichende Klimaeinflüsse aus, ähnlich wie im Miozän.

## Mikrobiologische Relikträume
Aufgrund der extremen Lebensbedingungen und der hunderttausende Jahre währenden Isolation von der restlichen Welt sind subglaziale Seen für die Forschung als einzigartige Ökosysteme interessant. Bei ihrer Erforschung wird große Aufmerksamkeit der Gefahr der Kontamination geschenkt, indem zum Beispiel spezielle Bohrtechniken verwendet und spezielle Robotersonden, sogenannte Kryobots, entwickelt werden.

## Modelle extraterrestrischer Räume
Die subglazialen Seen sind auch für die Weltraumforschung von Bedeutung, da sie Ähnlichkeit mit den vermuteten Zuständen auf Himmelskörpern wie dem Jupitermond Europa oder dem Saturnmond Enceladus aufweisen, deren Ozeane als potentielle Lebensräume für außerirdisches Leben gelten.